# Телетекст
Телетекст (от гръцки: tele – далече + текст), Телевест или Телевестник (Система за телевизионен вестник) е телевизионна информационна услуга разработена във Великобритания в началото на 1970-те.
В България телетекст разпространява БНТ1 (Българска Национална Телевизия). Търговската марка на Националната Телетекстна Система на БНТ1 е „Телевест“ (от „теле“ – телевизионен + „вест“ – вестник). Изискването се определя от ограничението за 8 символа за името – така се получава „ТЕЛЕВЕСТ“
Осембуквеното име се излъчва и визуализира на първия ред на всяка телетекстна страница. Този ред се нарича „Header“ и съдържа информация за номера на избраната страница, текущи дата и време.
Идеята за представяне върху телевизионния екран на буквено-цифрова и графична информация се материализира благодарение на големите постижения в областта на интегралната схемотехника. Принципът е двойно кодиране на видеосигналите, използвани като носител на символна информация. Основните видове системи са два:
- Радиоразпръскването по ефира на пълен телевизионен сигнал, като цифровият двоично кодиран видеосигнал се предава вместен във временните интервали на определени телевизионни редове, включени в периода на полукадровия гасящ импулс.
- Базират се на кабелна връзка за предаване на цифровия видеосигнал и не са обвързани задължително с разпространението на стандартната телевизионна програма.

И в двата случая е необходимо телевизионният приемник (телевизор) да има специален декодиращ блок (телетекстен декодер), който да спомага визуализирането на цифровите видеосигнали.
Обикновено обхватът на текстово-базираната информация предоставя на телевизионния зрител национални, спортни новини, метеорологичното време и телевизионните програми.
Страниците са до 899 като по подразбиране се започва от страница 100 (това е така заради трицифреното избиране на страница). По стандарт се излъчват 8 магазина (всеки магазин съдържа сто страници 1 – 8). Една телетекстна страница има таблица 23 реда по 40 символа т.е. всичко общо 920 символа. Всеки номер може да излъчи максимум 52 въртящи се страници. Това изискване идва от броя на малките и големите букви на английската азбука (в телетекста въртящите се страници се обозначават
например 235a, 235A – са две въртящи се страници на номер 235)

## Системи за телетекст
- Ceefax Великобритания
- Oracle (Optional Reception of Announcements by Coded Line Electronics) Великобритания
- Antilope Великобритания
- Telidon Франция
- Bildschirmtext Германия
- и други

Различията между системите е в начина на формиране на кодовите думи и използвания подход за организиране на текстовите и графични страници.

### Система „Telidon“
В основата на тази система е заложен принципът на изписване на символните изображения с помощта на графични елементи (точки, линии, полигони, дъги) вместо мозаичното построяване, използвано при системите „Teletext“ и „Antilope“.
Това позволява да се визуализират изображения с много висока прецизност, включването на фотографски изображения.

### Система Bildschirmtext
Тази система се е експериментирала и внедрявала във ФРГ. Тя използва изцяло принципа на кодиране, формиране на текстовите страници и блоковите схеми на система „Prestel“, като са взети предвид синтактичните особености на немския език.

## Ниво 2.5 телетекст
Новият високотехнологичен телетекстен стандарт се появява в Европа около 2000 година. Той изглежда на 2.5 версия на Ceefax стандарт. С Ниво 2.5 е възможно фоновото изображение да бъде с по-голяма разделителна способност на текста и картинките. Много малко телевизионни станции са преминали към този стандарт. Един от проблемите свързан с Ниво 2.5 е в това, че той често взема няколко предаващи (радиопредаващи) цикъла преди високата резолюция да се покаже на екрана. Телевизионният приемник се нуждае от специален декодиращ чип за изобразяване на възможностите на Ниво 2.5.

## Нива
| Ниво | Описание |
| ---- | --- |
| 1    | Първоначалната спецификация на BBC, IBA и BREMA през септември 1976. |
| 2    | Многоезичен текст, широк обхват на показаните атрибути, така че да бъдат без пространство, широк обхват от цветове и разширена мозаична картина.                                            |
| 3    | Динамично предефиниране на символите позволява показването на нелатински символи (като арабски и китайски). Изобразяването на графични символи може да бъде дефинирано също.                |
| 4    | Цялостна геометрична графика. Нуждае се от изчислителна мощ за генериране на изобразяваните редови инструкции. Палитрата цветове е с 250 000 нюанса.                                        |
| 5    | Цялостно определяне на статични картини позволяващо по-добро качество от това на видеокамери. Модулация на радиовълната. Без шум (бял шум) добавен в изображението по време на предаването. |

## Цифров телетекст
Цифровата телевизия въведе понятието „цифров телетекст“, с което въпреки описанието около предишния телетекстен стандарт цифровия е естествено имащ изцяло различни стандарти като MHEG-5 и мултимедийна домашна платформа. Колкото до стандартния телетекст той си остава много популярен. Някои цифрови телевизионни програми като Скай диджитал(Sky Digital) във Великобритания и Ирландия включват разделени телетекстни потоци (използвани от BBC от 1998 до 2004 и все още се използват от ирландския оператор RTÉ), които са валидни при условие, че телевизора има нормално аналогово телевизионно приемане. Като надпреварата на аналогов телетекст на цифров телевизионен приемник може да осигури да продължи да се използва за някакво време (особено като няма планове за пряк преход към цифрово сухопътно предаване в някои страни като Ирландия например). Тази надпревара е възможна само съответно на DVB-TXT и DVB-VBI подстандарти на DVB – Цифрово Видео Излъчване, което позволява положението на кутията или интеграцията на DVB TV да се съревновава с векторните празни интервали данни, по които телетекста се пренася.

## Кирилица
Някои декодиращи устройства в телевизионния приемник не могат да предават кирилица в тези случаи символите се обръщат на латиница (шльокавица). Вероятните причини за това са:
- стар модел на телевизора т.е. на декодиращото устройство вътре в него
- Непълно завършен декодер

Кирилизирането става чрез монтирането на допълнителна интегрална схема.
Всичко написано дотук е вече в историята. Съвременните телевизори съдържат телетекстните функции в самия процесор на телевизора.
В маската на процесора се съдържат много знакови таблици (така наречените езици), между които заължително е и кирилицата. Езикът, на който ще се възпроизвежда телетекстът на съответната програма зависи само от код, предаван в заглавния ред (Header) на телетекста. Освен това, съвременните телевизори позволяват, поради наличие на достатъчна памет, да запаметят всички телетекстни страници (незвисино дали страниците са статични или въртящи се страници) и потребителят да разглежда интересуващата го информация без да чака цикъла на обновление на въртящите се страници. Това е много полезно, защото по стандарт на един номер могат да се излъчват до 52 въртящи се (rolling) страници. Ако цикълът на обновление е 20 секунди, то разликата във времето между първата и последната странца е 20x52=1040 сек.
Разбира се, тази опция се изпълнява автоматично за програмата с телетекст, която сме избрали.

## Положение в България
Повечето телевизии в България не поддържат телетекст за разлика от доста чуждестранни такива.
До лятото на 2018 г., в България на национално ниво, телетекст поддържа само БНТ 1. Поради своята уникалност той е придобил значение на Национална Телетекстна Система с търговското име „ТЕЛЕВЕСТ“
Телетекстът на БНТ1 (ТЕЛЕВЕСТ) е изграден и се актуализира от НУРТС „България“.
Екипът създал и развиващ телетекста на БНТ1 се ръководи от инж. Валерий Соколов.
Телетекстът се излъчва както в аналоговата така и в цифровата програма на БНТ1.
От 01.09.2013 г. телетекстът се излъчва на 52 канал за DVB-T (ефирната цифрова програма на БНТ1).
За вмъкването на телетекста в цифровия сигнал, НУРТС „България“ използва високоспециализирана апаратура на „Softel“.
Освен от БНТ, през годините телетекст услуги се поддържат и от Евроком („ЕВРОКОМ ТЕКСТ“), Нова ТВ („НОВАТЕКСТ“) и други.

## Прекратяване на услугата
Броят на имащите право на телевизионно радиоразпръскване се основава на прилагането на спиране на телетекстни услуги особено за CNN International. Повечето страници са все още валидни въпреки че не са обновявани от 31 октомври 2006.
BBC също обяви, че Ceefax няма да се поддръжка заради промяна във Великобритания с Цифров телетекст вероятно през 2012. Пълнотата от услуги няма да се грижи за някои цифрови услуги въпреки че много канали включително Sky(Скай) все още имат телевизионното радиоразпръскване на телетекстни подзаглавия и е възможно все още да има малък брой от активни страници. Телетекста ще свърши във всички краища (региони) след като спре аналоговото телевизионно радиоразпръскване.